# Пулкозиц (герб)
Полукоза, Полкозы или Пулкозиц (пол. Półkozic, Kozic, Oślagłowa, Ośle Uszy, Połkoza, Połkozic, Połukoza, Połukozic, Pułkoza, Żebro) — польский дворянский герб.

## Описание герба
В поле червлёном ослиная голова серебряная. В нашлемнике из шляхетской короны вырастающий белый козел вправо.

## История

### Легенда
Польский рыцарь Ставиш руководил обороной замка Эчех, осажденного язычниками. Дружина оборонялись долго и мужественно. Осаждающие решили взять город голодом. Когда осажденным начало не хватать продовольствия, Ставиш приказал убить осла и козу, а вымазанные их кровью воловьи шкуры развесить на стенах замка и выбросить за укрепления. Неприятель, увидев это, решил, что у обороняющихся еще много еды и снял осаду. На память об этом Ставиш получил герб из ослиной головы и козы.
Пулкозиц был наиболее распространен на земле краковской, любельской, равской, русской, сандомирской, серадской, после Городельской унии — в Литве.

### Упоминания
Согласно Яну Длугошу, этот герб использовался ещё в XIII веке братьями-шляхтичами Станиславом и Богушем. Они были сыновьями Ми́хала из Земблице по прозвищу Пулкозец. (См. Богуши)

## Герб используют
из Беча (z Biecza), Белицкие (Bielicki), Белковские (Bielkowski), Бетковские (Bietkowski), Блендовские (Bledowski, Bledowski z Bledowa), Блажовские (Blazowski), Бобрики (Bobryk), Богумиловичи (Bogumilowicz), Богуши (Bogusz, Bogusz de Ziemblice), Борженцкие (Borzencki, Borzecki), Бренские (Brenski), Бржостовские (Brzostowski), Бзовские (Bzowski), Хме(и)ловские (Chmielowski), Хоронжицы (Chorazyc), Цихоцкие (Cichocki), Чарк (Czark), Чарнек (Czarnek), Чарнковские (Czarnkowski), Чижовские (Czyzowski), Данилецкие (Danilecki), Данковские (Dankowski), Донбковские (Домбковские, Dabkowski), Длуские (Dluski), Доброшевские (Dobroszewski), Дорниак (Dorniak), Држевицкие (Drzewicki), Галинские (Galinski), Гарлинские (Garlinski), Гостынские (Gostynski), Гостыовские (Gostyowski), Градовские (Gradowski), Гродовские (Grodowski), Гутовские (Gutowski), Гинча (Hincza), Горецкие (Horecki), Едленские (Jedlenski), Юрковские (Jurkowski), Юстимонты (Justymont), Калинские (Kalinski), Каменские (Kamienski), Кавецкие (Kawiecki), Кочинские (Koczynski), Косковские (Koskowski), Крживковские (Krzywkowski), Кукель (Kukiel), Куква (Kukwa), Курдвановские (Kurdwanowski), Лясковские (Laskowski), Лекарские (Lekarski), Лесневичи (Lesniewicz), Лигенза (Ligeza), Липницкие (Lipnicki), Махницкие (Machnicki), Маршовские (Marszowski), Миколаевские (Mikolajewski, Mikolojewski), Минор (Minor), Млодецкие (Mlodecki), Млодницкие (Mlodnicki), Мошговые (Moszgowy), Населовские (Nasielowski, Nasilowski), Невяровские (Niewiaroski, Niewiarowski), Никель (Nikiel), Нивинские (Niwinski), Нововейские (Nowowiejski, Nowowieyski), Облонк (Oblak), Паховские (Pachowski), Павловские (Pawlowski), Перакладовские (Perakladowski), Петрики (Petryk), Пестржецкие (Piestrzecki), Пикарские (Pikarski), Плихта (Plichta), Побикровские (Pobikrowski), Полкозицы (Polkozic), Потриковские (Potrykowski), Притцельвиц (Pritzelwitz), Пржеманковские (Przemankowski), Пржерадовские (Przeradoski, Przeradowski), Пржеславские (Przeslawski), Пулаские (Pulaski), Радзеевские (Radziejewski), Рокоши (Rokosz), Ржешовские (Rzeszowski), Савновские (Sawnowski), Сепиховские (Семпеховские, Sepichowski, Sepiechowski), Сестрженец (Siestrzeniec), Скотницкие (Skotnicki), Славец (Slawiec), Смок (Smok), Соха (Socha), Сопиховские (Sopichowski), Стамировские (Stamirowski), Староленские (Staroleski), Ставиши (Stawisz), Стржалковские (Strzalkowski), Стржигоцкие (Strzygocki, Strygocki), Щековские (Szczekowski), Свендерские (Swenderski), Свидерские (Swiderski), Свидзинские (Swidzinski), Свечка (Swieczka), Свежинские (Swiezynski), Табор (Tabor), Табортовские (Tabortowski), Вавровские (Wawrowski), Велепницкие (Wielepnicki), Велевейские (Wielewieyski, Wielowiejski, Wielowieyski), Вильские (Wilski), Влодек (Wlodek), Военские (Wojenski), Волчек (Wolczek, Wolczek Kukwa), Вольские (Wolski), Вроцимовские (Wrocimowski), Зачивильковские (Zaczywilkowski), Загвойские (Zagwoyski), Закржевские (Zakrzewski), Залассовские (Zalassowski), Залазовские (Zalazowski), Зашада (Zaszada), Завадские (Zawadzki), Завиша (Zawisza), Зембицкие (Ziembicki), Земблицкие (Ziemblicki), Злотницкие (Zlotnicki), Зыхоровичи (Zyhorowicz), Жебровские (Zebrowski), Журавские (Zorawski). 

## В культуре
Герб использует род Горешко из поэмы Адама Мицкевича «Пан Тадеуш».